# Олег Рябо
Олег Рябо — український скульптор.
Його роботи можна побачити на вулицях Комсомольська, серед найвідоміших зокрема пузатий ДАІшник і баба з насінням, яка увійшла до топ-12 найоригінальніших пам'ятників країни за версією «Marie Claire». У Кременчуці його скульптури встановлені у районі річкового вокзалу.
Окрім того, Олег Рябо — майстер спорту з легкої атлетики, у 2009 році здійснив автопробіг від Комсомольська-на-Дніпрі до Комсомольська-на-Амурі. Автор еротичних сюрреалістичних скульптур, на які його надихають образи політиків..